# Полярни стратосферни облаци
Полярните стратосферни облаци (познати още като седефени облаци) са облаци в зимната полярна стратосфера, намиращи се на височина от 15 000 до 25 000 метра. Те са забележими най-вече при здрачаване, когато Слънцето се намира между 1 и 6 градуса под хоризонта, и през зимата в по-северните географски ширини. Те биват два основни типа. Първият е съставен главно от свръхохладени капчици вода и азотна киселина и е свързан с образуването на озонови дупки. Другият тип е съставен само от ледени кристалчета и не се счита за толкова вреден.
Само облаците от втори тип са седефени на цвят, докато облаците от първи тип могат да са иридесцентни при определени условия, което по принцип важи за всеки облак.

## Образуване
Стратосферата е много суха. За разлика от тропосферата, тя рядко създава условия за образуването на облаци. В изключителния студ на полярната зима, обаче, могат да се образуват различни стратосферни облаци, които се класифицират според тяхното физическо състояние и химичен състав.
Поради голямата им височина и кривината на земната повърхност, тези облаци получават слънчева светлина изпод хоризонта и я отразяват към земята, като по този начин блестят ярко преди зазоряване или след залез. Полярните стратосферни облаци се образуват при много ниски температури, обикновено под −78 °C. Такива температури могат да възникнат в долната стратосфера по време на полярната зима. В Антарктида, температури под -88 °C често пораждат полярни стратосферни облаци от втори тип. Такива ниски температури се срещат по-рядко в Арктика. В Северното полукълбо, генерирането на подветрени вълни от планини могат да охладят локално долната стратосфера и да доведат до образуването на лещовидни полярни стратосферни облаци.
Частиците в оптически тънките облаци създават цветни ресни чрез дифракция. Видимостта на цветовете може да се подобри чрез поляризиращ филтър.
| Тип | Състав          | Температура, K                   | Скорост на охлаждане | Агрегатно състояние | Размер на частиците |
| --- | --------------- | -------------------------------- | -------------------- | ------------------- | ------------------- |
| Ia  | NAT (HNO3-3H2O) | ~195                             | по-бавно от 5 K/ден  | кристали            | ~ 1 µm              |
| Ib  | NAT (HNO3-3H2O) | ~195                             | по-бързо от 5 K/ден  | капки               | < 0.5 µm            |
| II  | H2O             | под точката на замръзване (~187) |                      | кристали            | 10 µm или повече    |